# Das Mädel mit der Peitsche
Das Mädel mit der Peitsche ist eine deutsche Stummfilmkomödie aus dem Jahre 1929 von Carl Lamac mit Anny Ondra, Werner Fuetterer und Siegfried Arno in den Hauptrollen. Der Geschichte liegt ein Lustspiel von Hans H. Zerlett zugrunde.

## Handlung
Die hübsche, puppengesichtige Anny Flammart könnte eine aufgeweckte junge Frau sein, lebenslustig und drollig … wäre da nicht ihr professoraler Vater, ein bourgeoiser, kleinkarierter Moralapostel, für den Sitte und Anstand, so wie er beides definiert, alles bedeuten würde. So wie seine kleinbürgerlicher Wertvorstellungen sind, hat er auch versucht, seine Tochter zu erziehen und (hoffnungslos antiquiert) anzukleiden. Annys äußeres Erscheinungsbild ist einfach nur lieb und brav und vollkommen aus der Zeit gefallen. Da ist der über ihr im Hause wohnende Onkel Axmann von einem ganz anderen Kaliber. Tagsüber macht der auf kreuzbraven Spießer, wenn es jedoch dämmert und die Nacht- und Tanzlokale öffnen, dann geht er aus sich heraus und lässt den Lebemann und Wüstling heraushängen. Annys Bräutigam in spe, den man für sie ausgesucht hat, heißt Edgar Krell und ist ein ganz normaler, junger, modernen Mann. Als er seiner Zukünftigen das erste Mal ansichtig wird, fällt er beinahe vom Glauben ab: Diese Anny ist indiskutabel, ein spießiges Mauerblümchen mit der Erscheinung einer alten, verstaubten Jungfer! 
Onkel Axmann sieht das genauso und entscheidet sich dafür, das bedauernswerte Mädchen von Grund auf umzustylen. Beim „Total Makeover“ erhält der dürre Onkel wichtige Hilfe von seiner lebenslustigen Geliebten, einer kapriziösen Tänzerin mit passendem Namen Katta Stropha. Doch beinah wird der Bogen überspannt: Eines Tages wird ein laszives Photo Annys in der Zeitung abgedruckt, dass sie als „Mädel mit der Peitsche“ zeigt. Ihr Vater fällt aus allen Wolken, als er sein bislang kreuzbraves Mädchen in dieser Montur sieht. Dabei hat Anny doch lediglich mit diesem Foto des Profis Oskar Lauge einen Fotografiewettbewerb gewonnen! Nun haben Anny, Onkel Axmann und seine kesse Katta alle Hände voll zu tun, dem biederen Professor abends daheim eine Geschichte vorzuspielen, die den ganzen Schlamassel einigermaßen nachvollziehbar erklärt. Wenigstens naht dann doch ein Happyend mit Edgar, denn der hatte sich angesichts der mutmaßlich vorvorgestrigen Anny frühzeitig aus dem Staub gemacht und kann nun endlich eine junge, moderne Frau in seine Arme schließen.

## Produktionsnotizen
Das Mädel mit der Peitsche entstand im Juni/Juli 1929 im Jofa-Atelier. Der Film passierte am 23. November 1929 die Zensur und wurde am 28. November 1929 in Berlins Atrium erstaufgeführt. Zuvor feierte der Film bereits am 5. September 1929 im Prager Flora-Kino Premiere. Der mit Jugendverbot belegte Streifen besaß sechs Akte, verteilt auf 2144 Metern Länge.
Viktor Skutezky übernahm die Produktionsleitung, Heinrich C. Richter gestaltete die Filmbauten. Charlie Roellinghoff gestaltete die Zwischentitel.

## Kritiken
Die Rote Fahne schrieb: „Alle Versuche, ein deutsches Filmlustspiel herzustellen, scheiterten bisher vollständig. (…) Gestern wurde … das Filmlustspiel „Das Mädel mit der Peitsche“ aufgeführt, welches wohl der erste Film ist, der beim Publikum wirkliche Heiterkeitserfolge erzielte. Dieser Film, der vollständig auf Kosten des zurückgebliebenen Kleinbürgertums gedreht wurde, veräppelt die Klapperstorchideologie und die Sittlichkeitsapostologie der deutschen Oberlehrersphäre. (…) Selbstverständlich landet der Film, der sich manchmal zu gesellschaftskritischen Ansätzen aufrafft, nachher im allgemeinen, bourgeoisen Sumpf.“
Im Berliner Börsen-Courier heißt es: „In diesem Film gelingt es der Regie und den Textbearbeitern, einen abgebleichten Komödienstoff zu geschickt aufzufärben und in Fasson zu bügeln, daß man darüber sein Alter und die Öde der Fabel vergißt. (…) Die Regie von Carl Lamac pardonierte nichts. Sie schuf in den Anfangsbildern kalte und eckige Karikaturen. Der Lachbetrieb des Publikums wurde bewundernswürdig angefacht und unterhalten. Anny Ondra ist eine starke Komödienbegabung.“
Hans Flemming befand im Berliner Tageblatt heißt es: „Starker Publikumserfolg für ein flott gemachtes Schwankspiel. Und eine Methode, die gerade deutschen Autoren dringend zur Nachahmung empfohlen sei, nämlich Mischung aus Satire und amerikanischer Groteske, dreistes Angehen wider Mucker- und Spießertum, unbekümmerte, rein filmisch aufgefaßte Clownerie. (…) Es wird brillant gespielt. Anny Ondra ist das Mädchen, erst Puppe, dann Schmetterling. (…) Neben ihr Siegfried Arno, ein köstlicher Schlaks, von ungeheurer Komik, die mit einfachsten Mitteln erreicht wird. (…) Ein besonderes Lob den Texten des Kollegen Roellinghoff. “